# 山东精花女子足球俱乐部
山东精花女子足球俱乐部，前身为山东省女子足球队，简称山东女足、山东精花，或按冠名简称山东体彩女足，是一家位于济南的女子足球俱乐部，为中国女子足球超级联赛参赛球队，主场设在山东省体育中心体育场。山东女足成立于1983年11月，2016年改制为职业足球俱乐部。

## 历史
1983年，山东女足组队，并从次年开始参加全国女足锦标赛。1992年，首届中国女足联赛开幕，山东女足为创始球队之一，并获得第七名。
由于山东女足在2014年全国女子足球联赛排名第十，山东女足只能参加2015年中女甲联赛。山东女足在本年度中女甲联赛获得冠军，成功升入2016赛季女超联赛，除此之外，山东女足在这一年又夺得全国女子足球锦标赛和中国女子足球超霸杯冠军。
2016年，山东足协对山东女足开始职业化改制，成立山东精花女子足球俱乐部，“精花”意为精灵般的女子，俱乐部还获得了向尚服饰冠名，以向尚运动女子足球队为队名参加比赛。2017年，俱乐部获得山东体彩冠名。在同年的中女超联赛中，山东精花垫底降级。
2019年，俱乐部再次获得中女甲联赛冠军，升入中女超联赛。

## 荣誉
- 全国女子足球锦标赛
  - 冠军（1）：2015
- 中国女子足球超霸杯
  - 冠军（1）：2015
- 中国女子足球甲级联赛
  - 冠军（2）：2015、2019

## 队名演变
| 年份          | 队名                                           |
| ------------- | ---------------------------------------------- |
| 1983年—1995年 | 山东省女子足球队                               |
| 1996年        | 山东春泰脉女子足球队                           |
| 1997年        | 山东泰脉女子足球队                             |
| 1998年—2001年 | 山东齐鲁石化女子足球队                         |
| 2002年—2006年 | 山东省女子足球队                               |
| 2007年—2009年 | 山东中国重汽女子足球队                         |
| 2011年—2013年 | 山东皇明女子足球队                             |
| 2014年        | 山东港华紫荆女子足球队                         |
| 2015年        | 山东济南人防设计院女子足球队                   |
| 2016年—2017年 | 山东精花女子足球俱乐部向尚运动女子足球队       |
| 2017年—       | 山东精花女子足球俱乐部山东省体育彩票女子足球队 |